# CER Operário
Die Clube Esportivo e Recreativo Operário, teilweise auch Clube Recreativo e Esportivo Operário geschrieben, war ein Fußballklub aus Cambará, im brasilianischen Bundesstaat Paraná.

## Geschichte
Nach Quellenlage bestand Operário mindestens ab 1946.
Ab 1961 sind Spiele in der Staatsmeisterschaft von Paraná nachgewiesen. Man debütierte in der Zona Norte Velho am 25. Juni bei der AA Araucaria in Santo Antônio da Platina. Der Einstieg misslang, der Klub unterlag mit 3:4. Nach der Austragung der beiden Runden in seiner Gruppe landete Operário auf dem neunten Platz bei zehn Teilnehmern und schied aus dem Turnier aus. In seinen 18 Spielen hatte der Klub sechs Siege und drei Unentschieden erreicht. In der Folgesaison schnitt Operário besser ab. Man erreichte in 18 Partien zehn Siege und vier Unentschieden (46:18 Tore).
1963 wurde Operário aufgelöst, in dem er sich der Verschmelzung des AA Cambaraense mit dem Cambará AC anschloss.

## Teilnahme an Fußballwettbewerben
| Wettbewerb          | Teilnahmen |
| ------------------- | ---------- |
| Staatsmeisterschaft | 1961–1962  |